# Consorzio del Vino Chianti Classico
Il Consorzio Vino Chianti Classico, nato nel 1987, ha ora sede in località Sambuca Val di Pesa nel Comune di Barberino Tavarnelle (FI).

Esso disciplina e tutela il vino prodotto nella regione del Chianti Classico, conosciuto anche come Gallo Nero per lo storico simbolo della Lega del Chianti.

## Zone geografiche

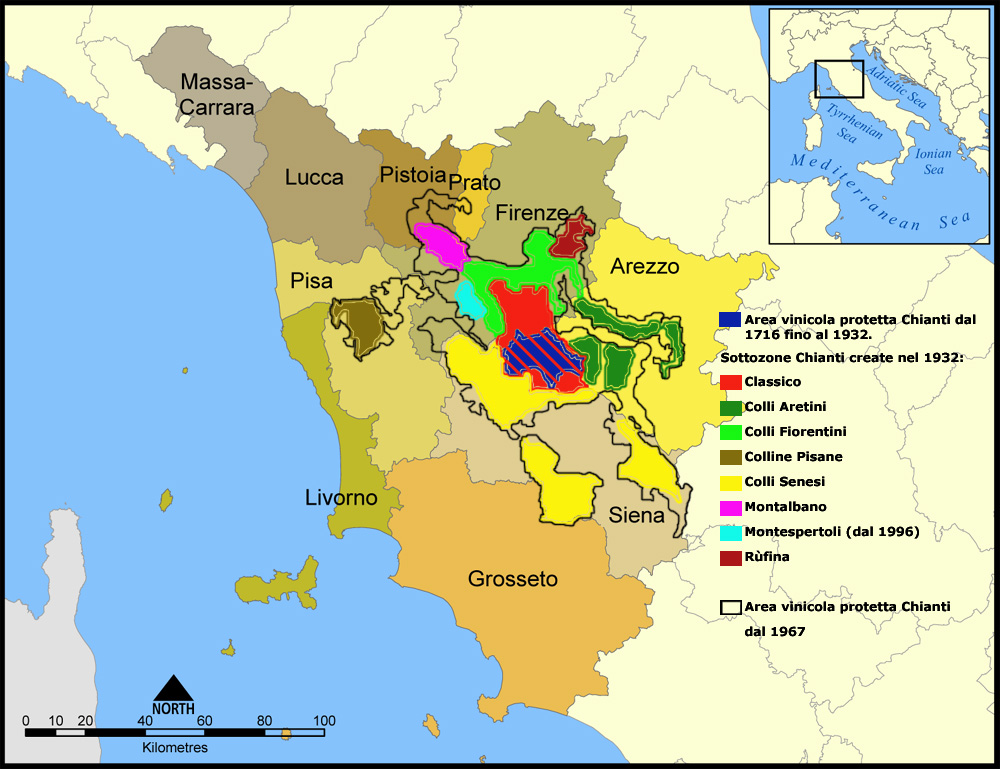
Zone geografiche Chianti

La regione del Chianti Classico è la prima zona di produzione vinicola al mondo ad essere stata definita per legge, con un bando del 1716 del granduca di Toscana Cosimo III. Detto bando specificava i confini della zona geografica del Chianti come area di produzione di un vino pregiato ed istituiva una congregazione di vigilanza sulla produzione, la spedizione, il controllo contro le frodi ed il commercio dei vini (una sorta di progenitore degli attuali Consorzi di Tutela).
(1716, Cosimo III de' Medici Bando Sopra la Dichiarazione dé Confini delle quattro Regioni Chianti, Pomino, Carmignano, e Val d'Arno di Sopra)
Quindi un territorio diverso da quello tracciato nel 1932 per il Chianti che disegnava sette sottozone, una delle quali, la Classico, comprendeva anche il Chianti vero e proprio, cioè Radda, Gaiole e Castellina, ma anche molti altri comuni estranei alla geografia del Chianti, alcuni dei quali poi aggiunsero al proprio nome la specificazione in Chianti.
Il 14 maggio 1924 un gruppo di 33 produttori fonda il Consorzio per la difesa del vino Chianti e della sua marca di origine, limitando la pertinenza alla zona definita nel 1716 dal Granduca di Toscana Cosimo III, zona successivamente designata con l'appellativo “Classico” e con l'immagine del Gallo Nero. Sarà il primo consorzio italiano di tutela delle produzioni vinicole. 

## Origini del marchio
Le origini del marchio pare siano ancorate alla antica rivalità tra Siena e Firenze: le due repubbliche si contendevano i confini territoriali da lunghi anni, e per porre fine a queste controversie decisero di far partire dalle rispettive mura due cavalieri "al canto del gallo", e che avrebbero stabilito il confine geografico tra le due città "là dove si fossero incontrati" dopo aver galoppato l'uno verso l'altro.
I senesi scelsero un bel gallo bianco, che ben presto appesantirono con un'alimentazione eccessiva, sia pure con le migliori intenzioni. I fiorentini scelsero un galletto nero al quale davano poco da mangiare. Il giorno della sfida, il Gallo Nero per la fame iniziò a cantare prima ancora che spuntasse l'alba, e così il cavaliere fiorentino partì molto prima di quello senese, riuscendo ad arrivare vicinissimo alle mura della città rivale e ad aggiudicarsi il territorio del Chianti.